# Naturschutzgebiet Tal der Wolfsbecke
Das Naturschutzgebiet Tal der Wolfsbecke befindet sich auf dem Gebiet der Stadt Schwelm im Ennepe-Ruhr-Kreis in Nordrhein-Westfalen. Das Naturschutzgebiet liegt entlang der Wolfsbecke am südlichen Rand der Kernstadt Schwelm. Es liegt am Schwelmer Rundweg, einem 20 Kilometer langen Rundwanderweg um die Stadt Schwelm.

## Bedeutung
Das 15,0628 ha große Gebiet ist seit 1999 unter der Kennung EN-023 wegen der besonderen Eigenart und hervorragenden Schönheit des Mittelgebirgsbaches in abgeschiedener Lage als Naturschutzgebiet ausgewiesen. Es erfasst den Ober- und Mittellauf der Wolfsbecke.
Das Naturschutzgebiet ist geprägt von den Biotoptypen Buchen- und Buchen-Eichenwälder, Grünländer in verschiedenen Feuchtestufen, bachbegleitende Wälder und das Fließgewässer. Die naturnahen Uferstrukturen des Bachlaufs der Wolfsbecke verleihen dem Gebiet zusammen mit seinen Feuchtwiesen und altholzreichen Laubwäldern eine hervorragende Strukturvielfalt.
Das Tal der Wolfsbecke stellt als Vernetzungsbiotop im regionalen Biotopverbund ein sehr bedeutendes und wertvolles Bindeglied für seltene Pflanzen und Tiere der Bachaue und der angrenzenden Wälder dar. Schutzziel ist die Erhaltung von Lebensgemeinschaften und Lebensstätten wildlebender, zum Teil gefährdeter Pflanzen- und Tierarten.

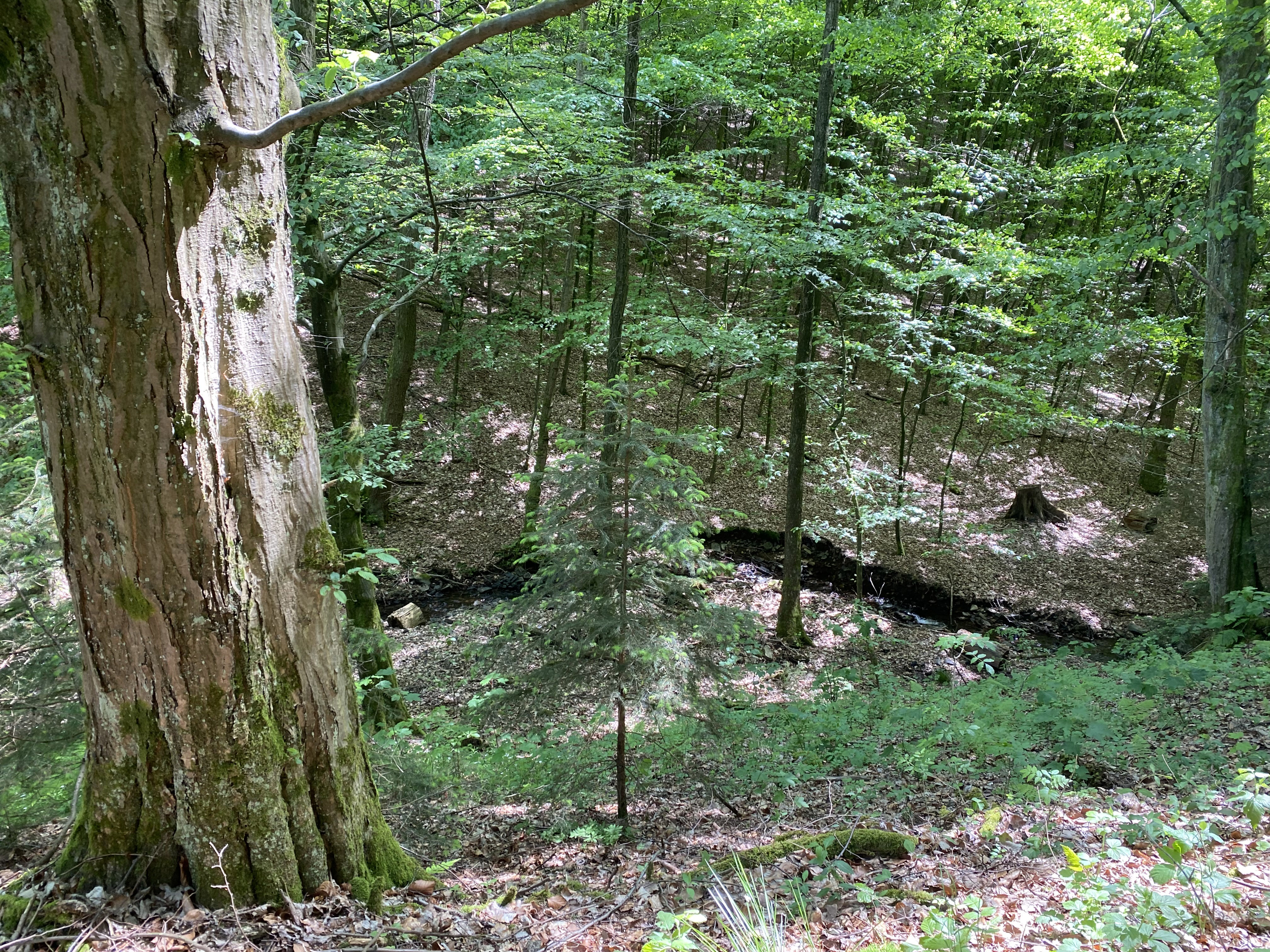
Die Wolfsbecke gräbt ein tiefes Kerbtal
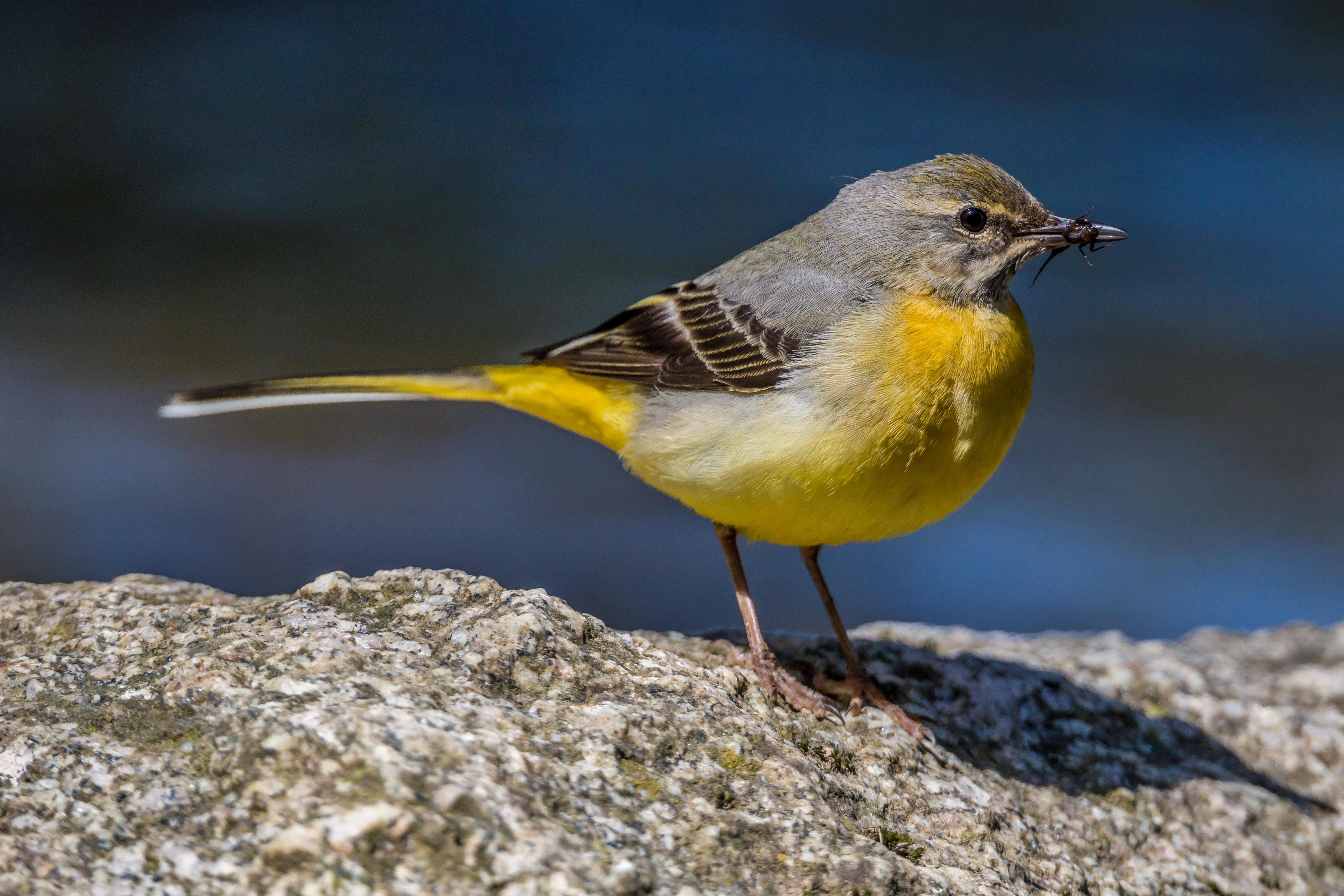
Gebirgsstelze (Motacilla cinerea)
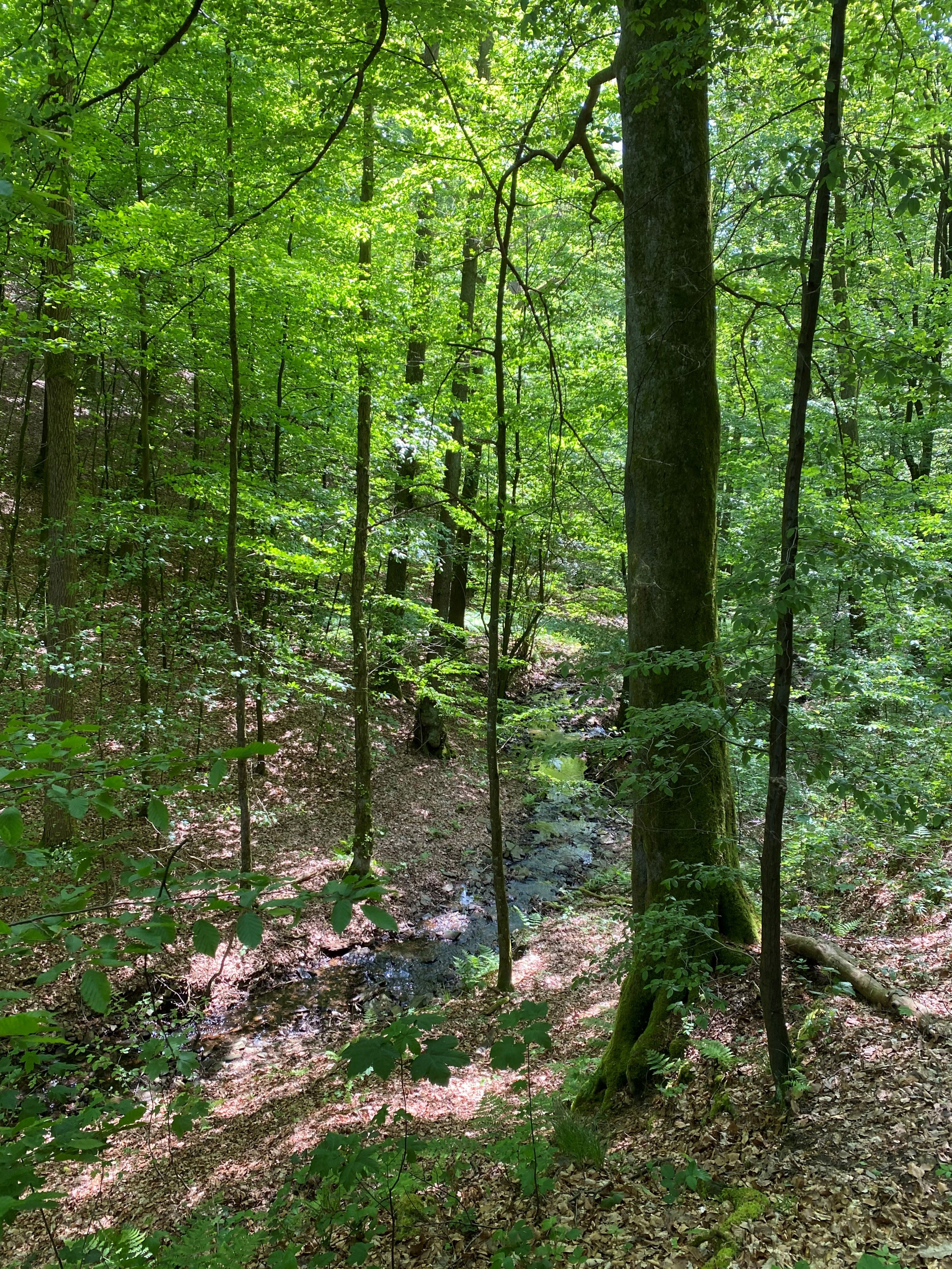
Steilhänge des Tals mit Buchen-Starkholz
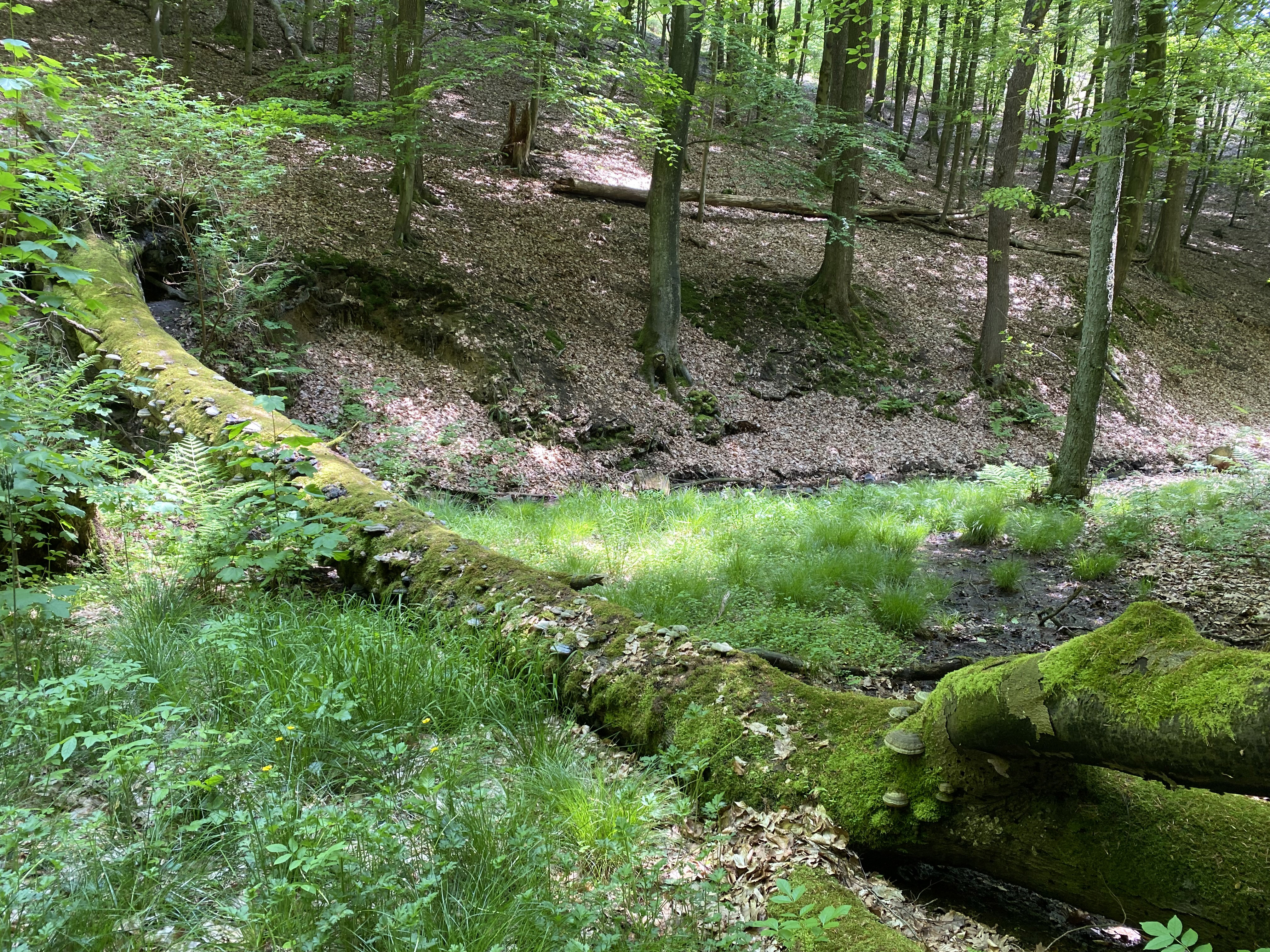
Totholz – wichtiger Bestandteil des Naturschutzgebietes
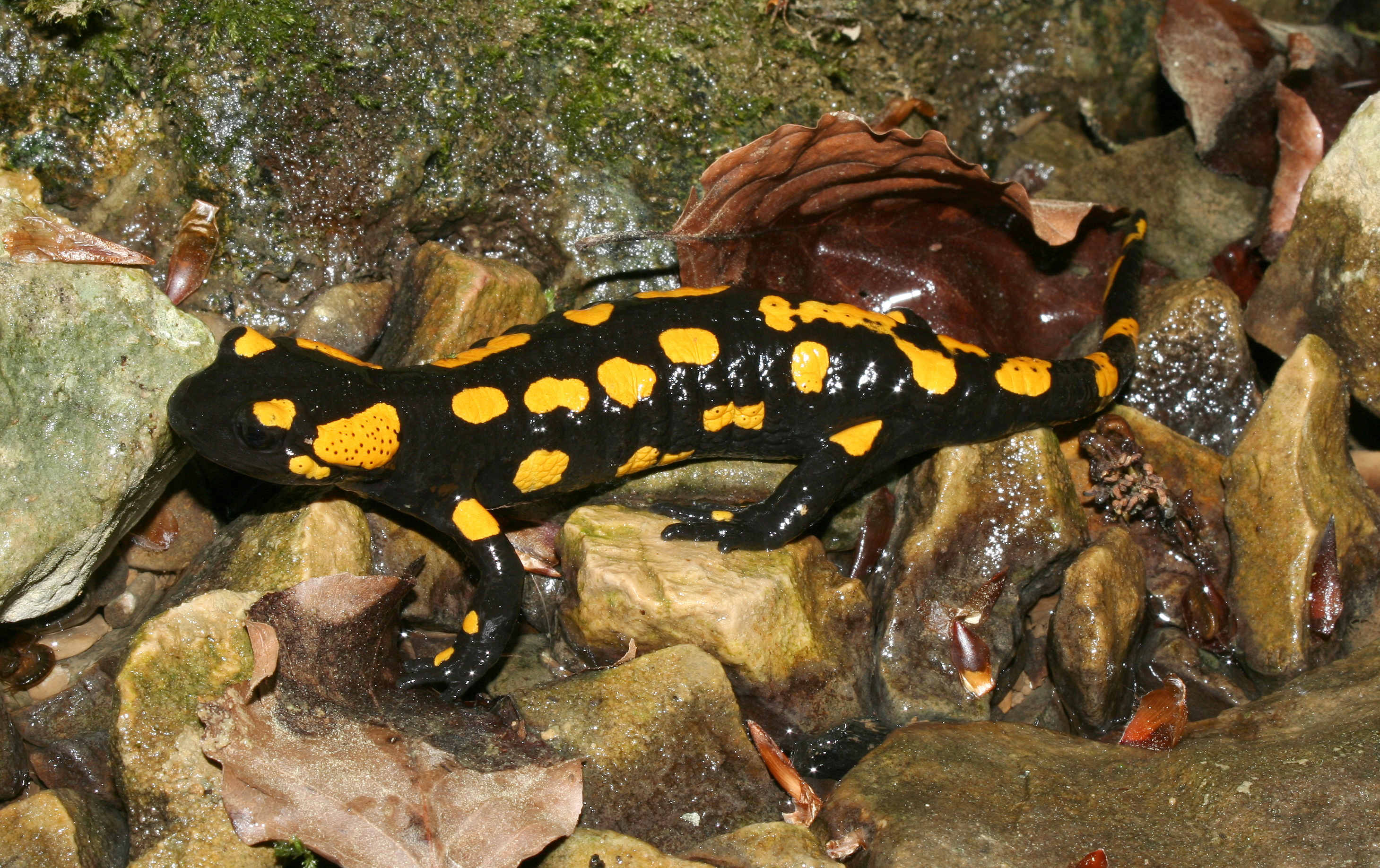
Feuersalamander (Salamandra salamandra)
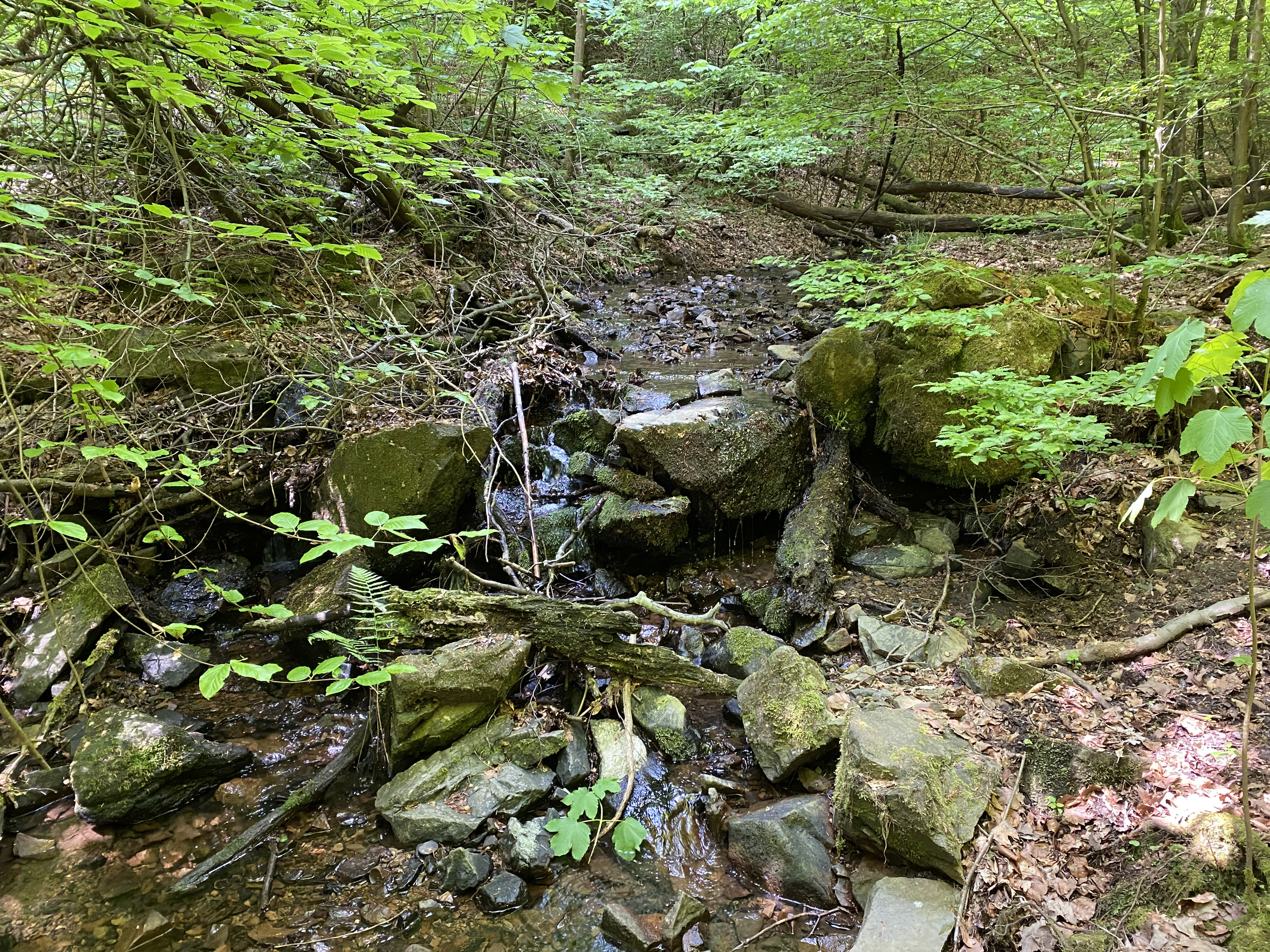
Wolfsbecke im Mittellauf
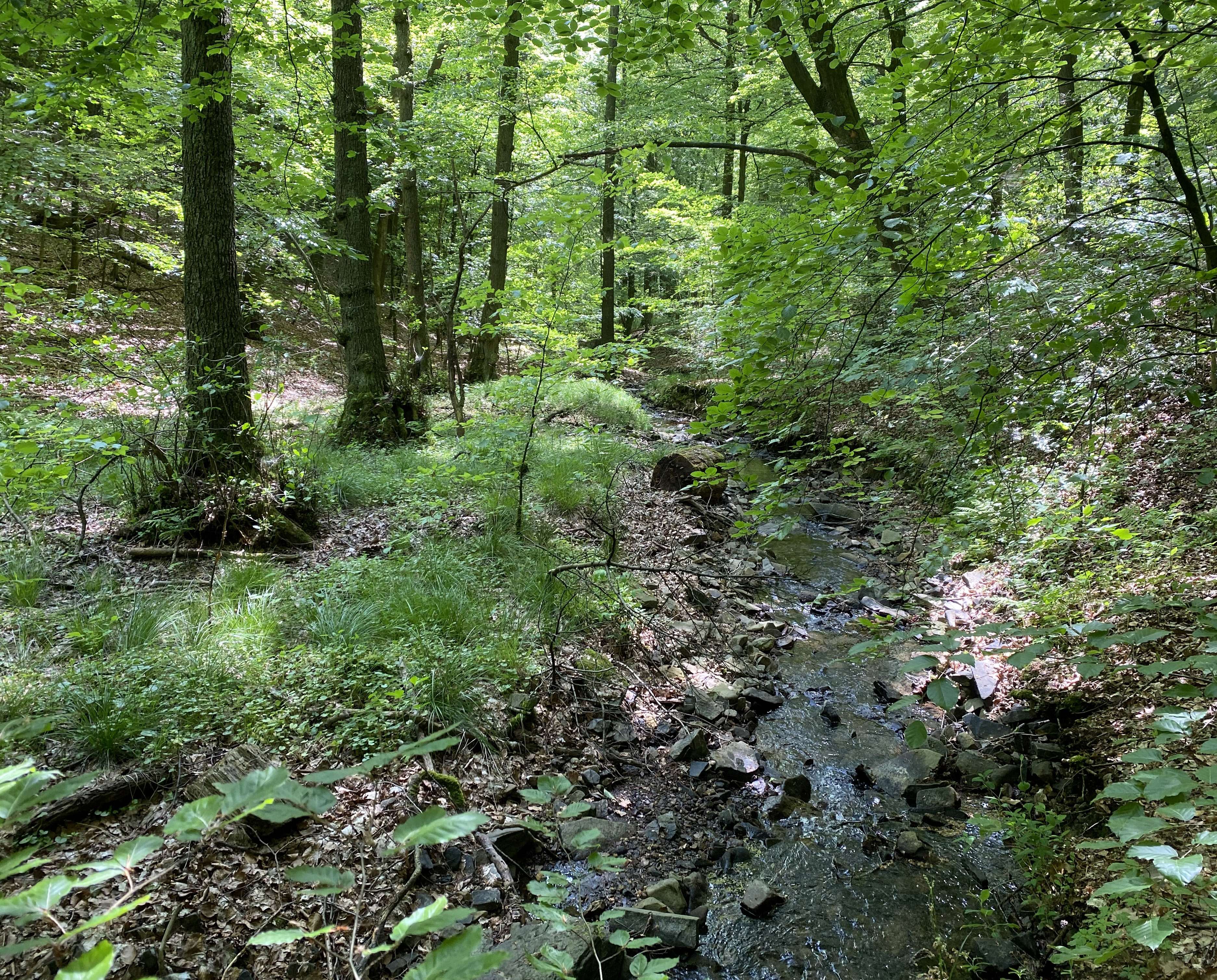
Die Wolfsbecke – naturnaher Mittelgebirgsbach
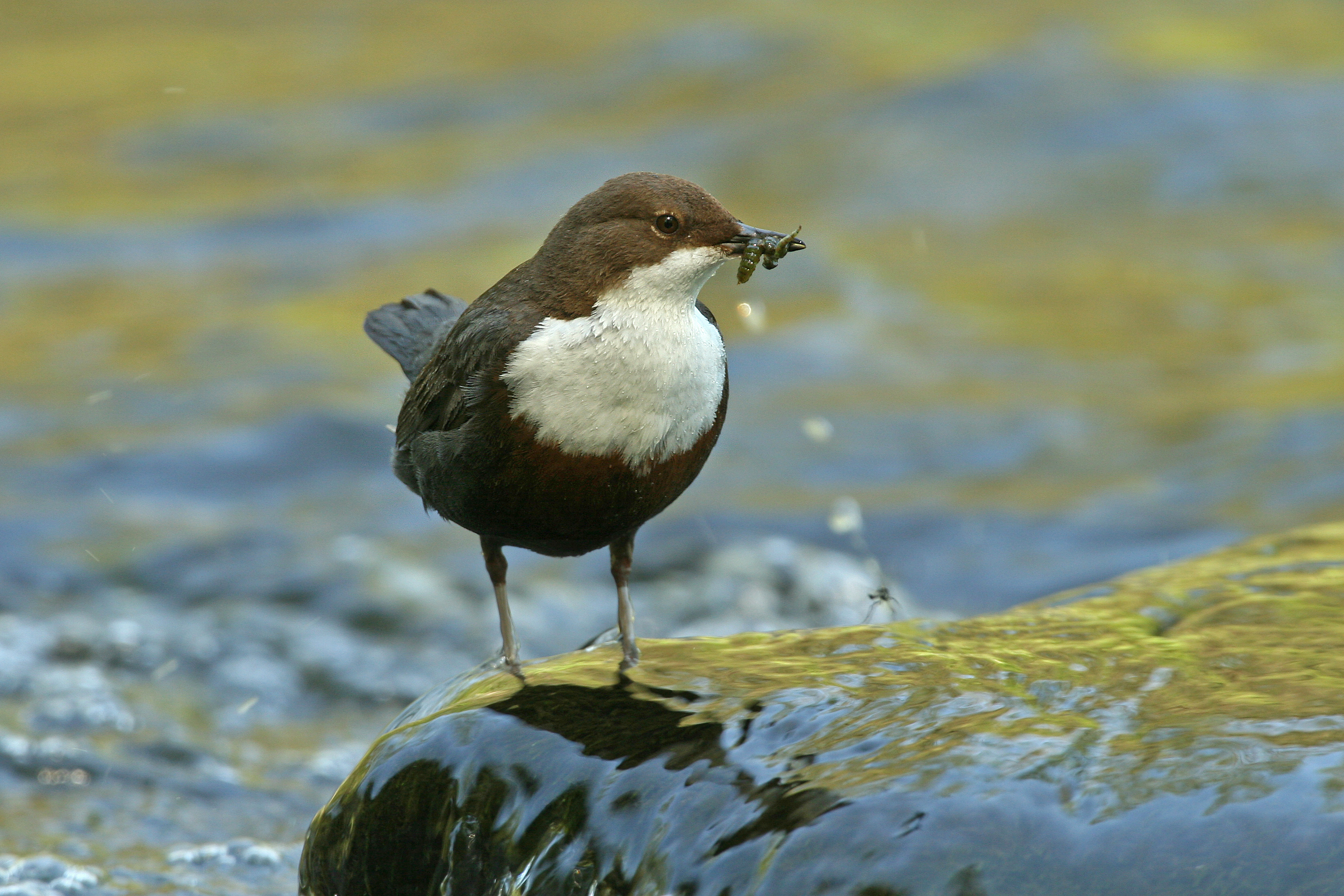
Wasseramsel (Cinclus cinclus)
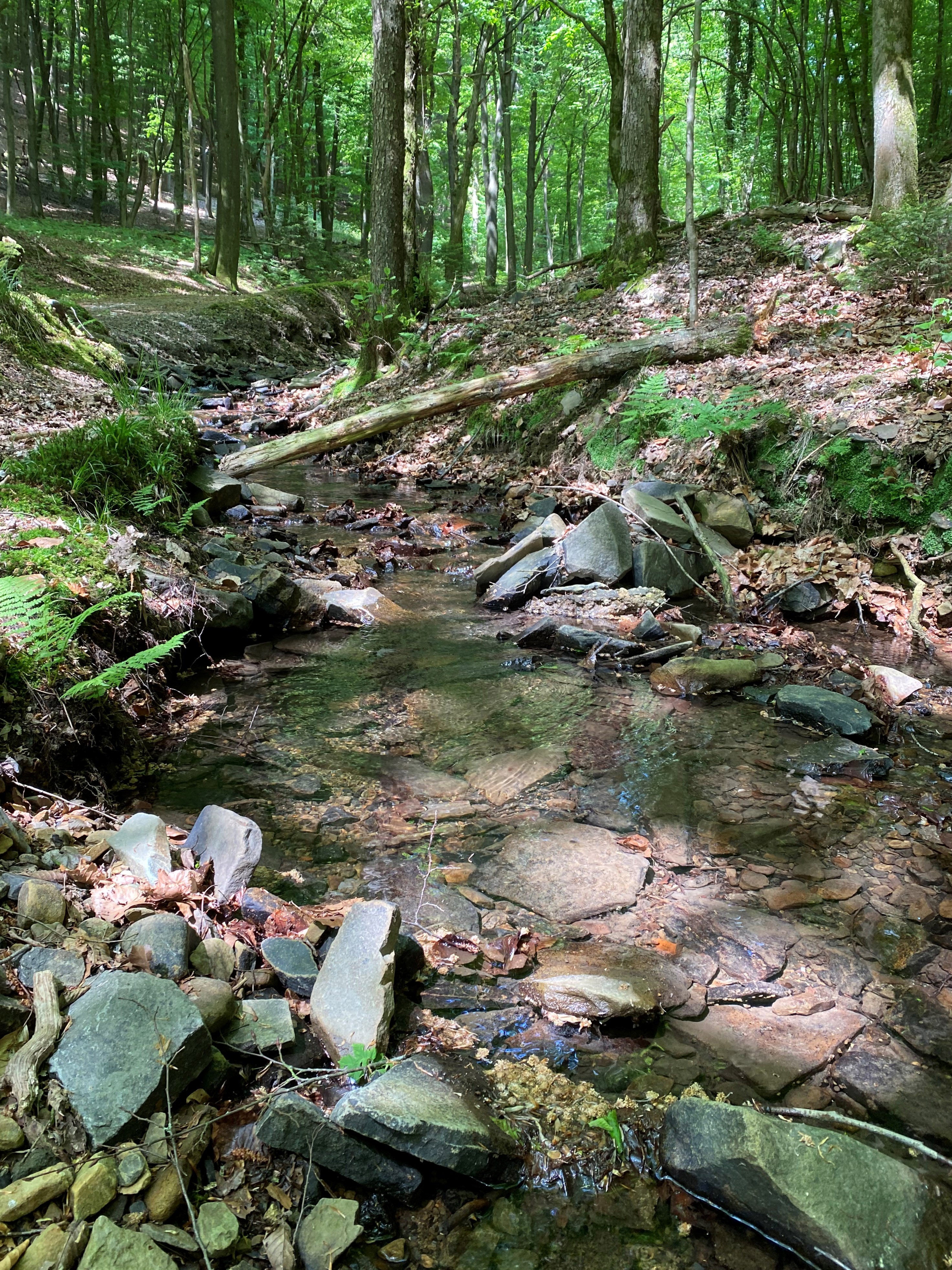
Das Bachbett der Wolfsbecke
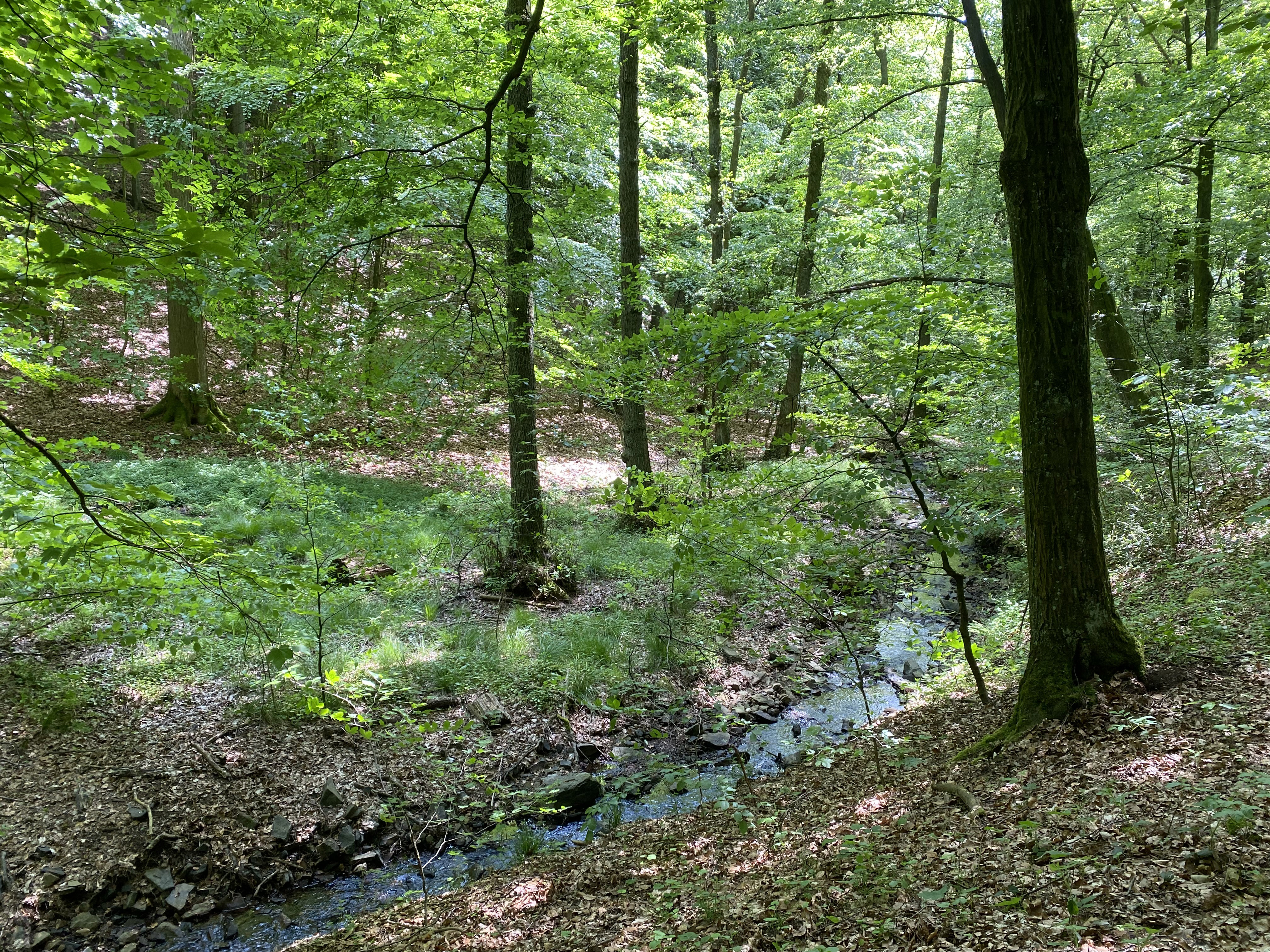
Die Wolfsbecke – naturnaher Mittelgebirgsbach
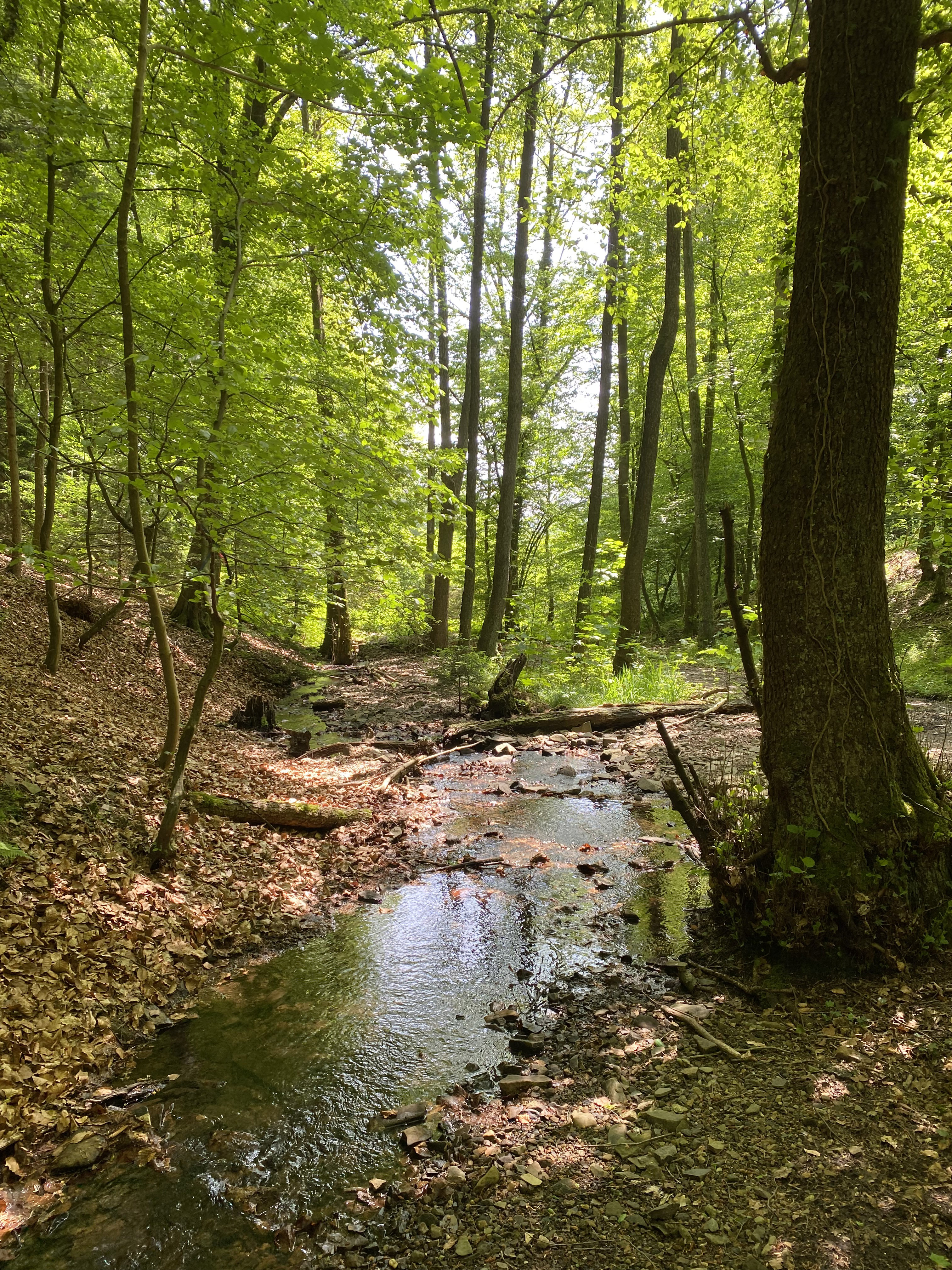
Wolfsbecke bei Dahlhausen – südl. Endpunkt des NSG